# Личные расходы
Личные расходы (семейные расходы) — расходы отдельного человека или домохозяйства на приобретение товаров, услуг и осуществление обязательных платежей.

## Классификация
Личные и семейные расходы  можно классифицировать по нескольким признакам.

### По важности
По важности расходы можно разделить на следующие категории.
1. Необходимые (обязательные) — расходы, без которых невозможно обойтись в повседневной жизни. К ним относится покупка продуктов питания, оплата жилья (аренды, коммунальных услуг), оплата транспорт для проезда на работу и обратно, покупка одежды, необходимые товары для дома и для здоровья (предметы гигиены, лекарства). Сюда же можно включить расходы на неотложное лечение. Сюда же можно отнести формирование сбережений на черный день.
2. Желательные — расходы, без которых можно обойтись в случае экономии, но которые повышают комфорт и приносят дополнительное удовлетворение. К ним относятся расходы на хобби и развлечения.
3. Расходы на имиджевые товары и роскошь.

### По периодичности
По периодичности расходы можно разделить на следующие категории. 
1. Регулярные расходы:

- ежемесячные: продукты, телефон, проездной на общественном транспорте, коммунальные услуги и т.п.;
- ежегодные: страхование (ответственность автовладельца, автомобильное каско, ответственность владельца жилья и т.п.), налоги;
- сезонные. Например, подготовка ребенка к школе.

1. Нерегулярные расходы:

- переменные расходы — расходы, которые совершаются по мере необходимости или при наличии возможности. К ним можно отнести крупные покупки (квартира, автомобиль, бытовая техника), лечение.

## Планирование расходов
Классификация расходов помогает планировать семейный бюджет. Во-первых, можно выделить обязательные расходы, которые носят периодический характер и которые спланировать проще всего. Во-вторых, планирование рационально строить от наиболее важных расходов к менее важным. Желательные и имиджевые расходы стоит осуществлять при условии полного покрытия необходимых и при условии достаточного дохода. В-третьих, покрытие необходимых переменных расходов (как правило, крупных) обеспечивается за счет сбережений, сформированных ранее. Сбережения целесообразно формировать до оплаты желательных и имиджевых расходов.
Планировать доходы помогают различные методы распоряжения личным (семейным) бюджетом.
1. Метод «50-20-30»[1].
2. Принцип «сначала заплати себе», впервые сформулированный в книге Джорджа Клейсона Самый богатый человек в Вавилоне[2][3].
3. Метод шести кувшинов[4].
4. Метод четырех конвертов.